# USS Bailey (DD-269)
Za druga plovila z istim imenom glejte USS Bailey.
USS Bailey (DD-269) je bil rušilec razreda Clemson v sestavi Vojne mornarice Združenih držav Amerike.
Rušilec je bil poimenovan po admiralu Theodorusu Baileyju.

## Zgodovina
V sklopu sporazuma rušilci za baze je bila 26. novembra 1940 ladja predana Kraljevi vojni mornarici, kjer so ladjo preimenovali v HMS Reading (G71).